# Загорулько, Артур Юрьевич
Арту́р Ю́рьевич Загору́лько (род. 13 февраля 1993, Одесса, Украина) — украинский футболист, полузащитник и нападающий футбольного клуба «Нива» (Винница). С января 2021 года также является владельцем и президентом винницкого клуба.

## Игровая карьера
Воспитанник ДЮСШ-11. В 2012 году попал в донецкий «Шахтёр», но в состав главной команды за шесть лет так и не пробился. В сезоне 2013/14 играл во второй лиге за «Шахтёр-3». По итогам сезона портал football.ua назвал его лидером этой команды, отметив вклад футболиста, весной забившего несколько важных мячей, что помогло юным дончанам, например, отобрать очки в Кривом Роге у «Горняка», впоследствии вышедшего в первую лигу. Следующий сезон Загорулько провёл в молодёжном первенстве, став с 17 мячами в 22 играх его лучшим бомбардиром. После окончания турнира подписал арендное соглашение с луганской «Зарёй». В составе луганчан дебютировал в 27 октября 2015 года в кубковом матче с «Гелиосом», а в Премьер-лиге впервые сыграл 7 ноября того же года заменив на 73-й минуте матча против запорожского «Металлурга» Руслана Малиновского.
23 февраля 2016 года стал игроком «Ильичёвца» на условиях аренды до конца сезона 2015/16.
5 августа 2016 года перешёл на правах аренды в «Ворсклу»
15 июля 2019 года пополнил состав винницкой «Нивы». 21 января 2021 стал играющим президентом клуба.

## Достижения
- Бронзовый призёр чемпионата Украины: 2017/18